# Broadland (Dakota du Sud)
Pour les articles homonymes, voir Broadland (homonymie).
Broadland est une municipalité américaine située dans le comté de Beadle, dans l'État du Dakota du Sud. Selon le recensement de 2010, elle compte 31 habitants. La municipalité s'étend sur 1,01 milles carrés (2,62 km2).
Broadland doit son nom à sa localisation dans une vallée « large » ou « vaste » (broad en anglais).

## Démographie
| 1920 | 1930 | 1940 | 1950 | 1960 | 1970 |
| ---- | ---- | ---- | ---- | ---- | ---- |
| 129  | 102  | 73   | 74   | 33   | 45   |

| 1980 | 1990 | 2000 | 2010 | - | - |
| ---- | ---- | ---- | ---- | - | - |
| 49   | 40   | 38   | 31   | - | - |